# Steffen Lehmann (Schauspieler)
Steffen Lehmann (* 11. September 1976 in Marburg an der Lahn) ist ein deutscher Schauspieler und Sprecher.

## Leben
Steffen Lehmann erhielt seine Schauspielausbildung von 2002 bis 2006 an der Theaterakademie Köln, wo er 2006 auch seinen Abschluss machte. 2006 erfolgte seine Aufnahme in die ZAV Köln für die Fachbereiche „Theater“ und „Film“.
Während seines Schauspielstudiums hatte er Bühnenauftritte am Studiotheater Köln und am Artheater Köln. 2006 trat er am Theater Aachen als Gymnasiast Ernst Röbel in Frühlings Erwachen auf. Im Sommer 2008 gastierte er bei den Burgfestspielen Bad Vilbel als Viktor Frankenstein in dem Schauspiel Frankensteins Monster von Friedrich Karl Waechter in einer Inszenierung von Rüdiger Pape. Außerdem stand er in Der Hauptmann von Köpenick als Willi Wormser und verschiedenen weiteren Rollen auf der Bühne. 2009 gastierte er am Jungen Theater Bonn in einer Bühnenfassung des Kleinen Prinzen. In der Spielzeit 2009/10 war er am Düsseldorfer Schauspielhaus engagiert. Von 2011 bis 2014 spielte er am Theater Tiefrot in Köln den Orest in Volker Lippmanns Inszenierung von Goethes Iphigenie auf Tauris. 2018 wirkte er beim „atelier mobile – travelin‘ theatre“ in Köln im Gilgamesch-Projekt mit.
Seit 2012 ist Lehmann als freier Schauspieler für Theater, Funk und Fernsehen tätig. Für seine Filmarbeiten besuchte er Schauspiel- und Kamera-Workshops u. a. bei Frank Betzelt und Mark Zak. Er hatte Rollen in Kinofilmen, Fernsehfilmen, Fernsehserien (u. a. in der Lindenstraße an der Seite von Rebecca Siemoneit-Barum und als Geiselnehmer Jens in Dr. Psycho – Die Bösen, die Bullen, meine Frau und ich mit Christian Ulmen als Partner), Fernseh-Dokumentationen und diversen Kurzfilmen. In der 18. Staffel der ZDF-Serie SOKO Leipzig (2018/19) spielte Lehmann eine der Episodenhauptrollen als Ehemann, Familienvater und Voyeur, der intime Bilder und Videos seiner Frau im Internet veröffentlicht. In der 44. Staffel der ZDF-Serie SOKO München (2019) hatte Lehmann eine der Episodenrollen als tatverdächtiger Kaufinteressent einer Eigentumswohnung. In der ZDF-Krimiserie Blutige Anfänger (2020) übernahm er eine der Episodenrollen als neuer Lebensgefährte einer tatverdächtigen Frisörin. In der 6. Staffel der TV-Serie In aller Freundschaft – Die jungen Ärzte (2020) spielte Lehmann eine Episodenhauptrolle als schwer verletzter Bäckermeister Oliver Hermann, der an einer seltenen, aggressiven Blutkrankheit leidet. In der Auftaktfolge der 25. Staffel der TV-Serie In aller Freundschaft (2022) übernahm Lehmann eine Episodenhauptrolle als Ex-Mann einer Herzpatientin, der versucht, das alleinige Sorgerecht für den gemeinsamen Sohn zu erstreiten.
Seine Sprecherausbildung erhielt er bei Thekla Jahn (Deutsche Welle). Als Sprecher nahm er Hörspiele für den WDR auf, war Sprecher bei Fernseh-Dokumentationen und Computerspielen und arbeitete für Ohrenbär, eine literarische Hörfunksendung für Kinder. Lehmann war außerdem intensiv als Werbedarsteller in TV- und Rundfunkspots tätig u. a. für Melitta, Canon Digital IXUS, REWE, Hachenburger Pils, Wilkinson, die Postbank, Dr. Oetker und den Studienkreis – Die Nachhilfe.
Steffen Lehmann lebt seit 2012 in Berlin. Er ist Mitglied im Bundesverband Schauspiel (BFFS).

## Filmografie (Auswahl)
- 2005: Plötzlich berühmt (Fernsehfilm)
- 2006: Lindenstraße: Die Wette (Fernsehserie, eine Folge)
- 2007: Dr. Psycho – Die Bösen, die Bullen, meine Frau und ich: Osama (Fernsehserie, eine Folge)
- 2018: Gundermann (Kinofilm)
- 2019: SOKO Leipzig: Nackt (Fernsehserie, eine Folge)
- 2019: SOKO München: Ein amerikanischer Freund (Fernsehserie, eine Folge)
- 2020: Blutige Anfänger: Tödliche Affäre (Fernsehserie, eine Folge)
- 2020: In aller Freundschaft – Die jungen Ärzte: Veränderungen (Fernsehserie, eine Folge)
- 2022: Gute Zeiten, schlechte Zeiten (Fernsehserie)
- 2022: In aller Freundschaft: Kopflos (Fernsehserie, eine Folge)

## Hörspiele (Auswahl)
- 2009: Ronald F. Currie: Gott ist tot – Bearbeitung und Regie: Matthias Kapohl
- 2010: Evrim Sen, Denis Moschitto: Captain Crunch – Regie: Thomas Leutzbach